# Grundschule Friedensweiler

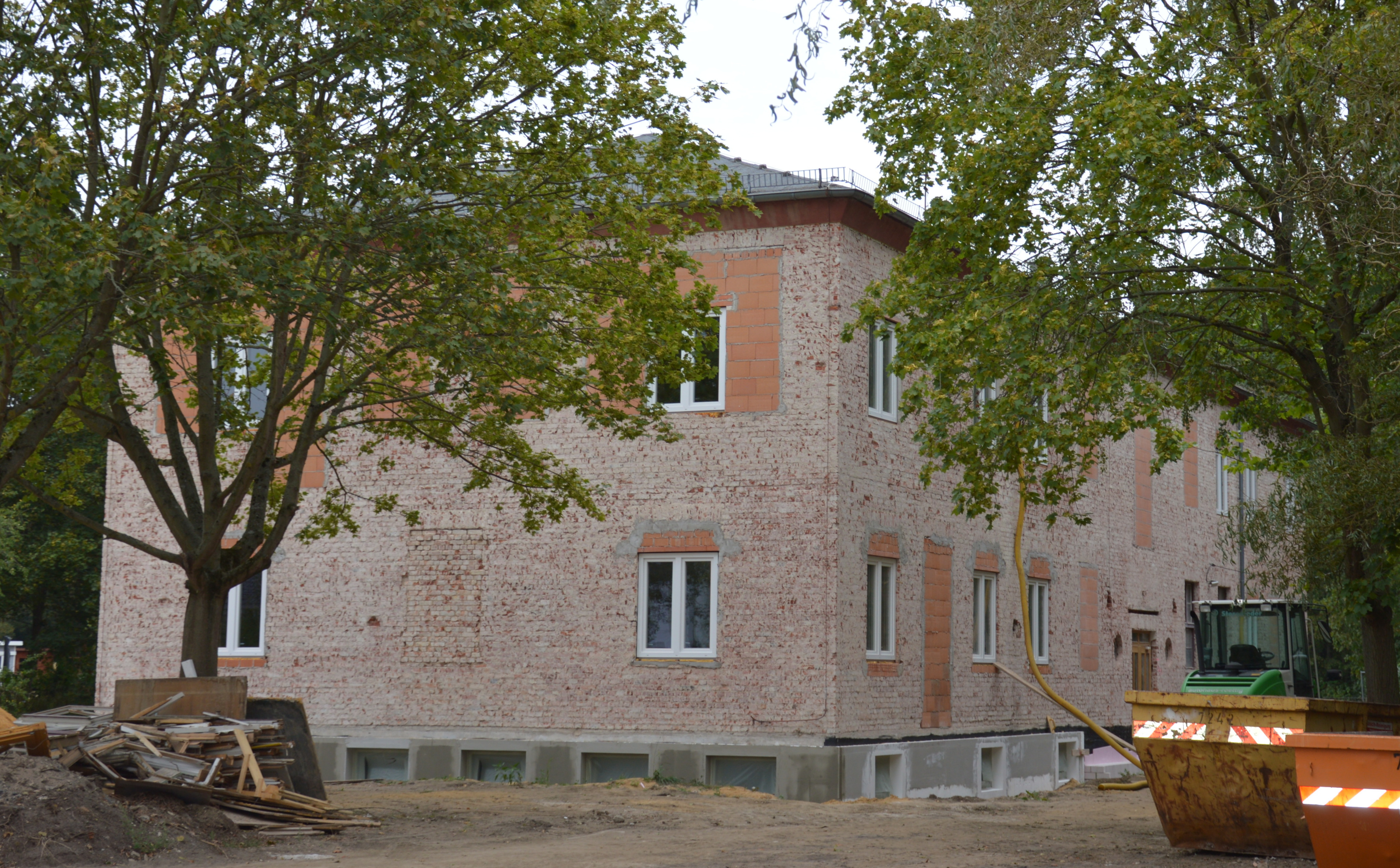
Ehemaliges Schulgebäude während des Umbaus im Jahr 2016

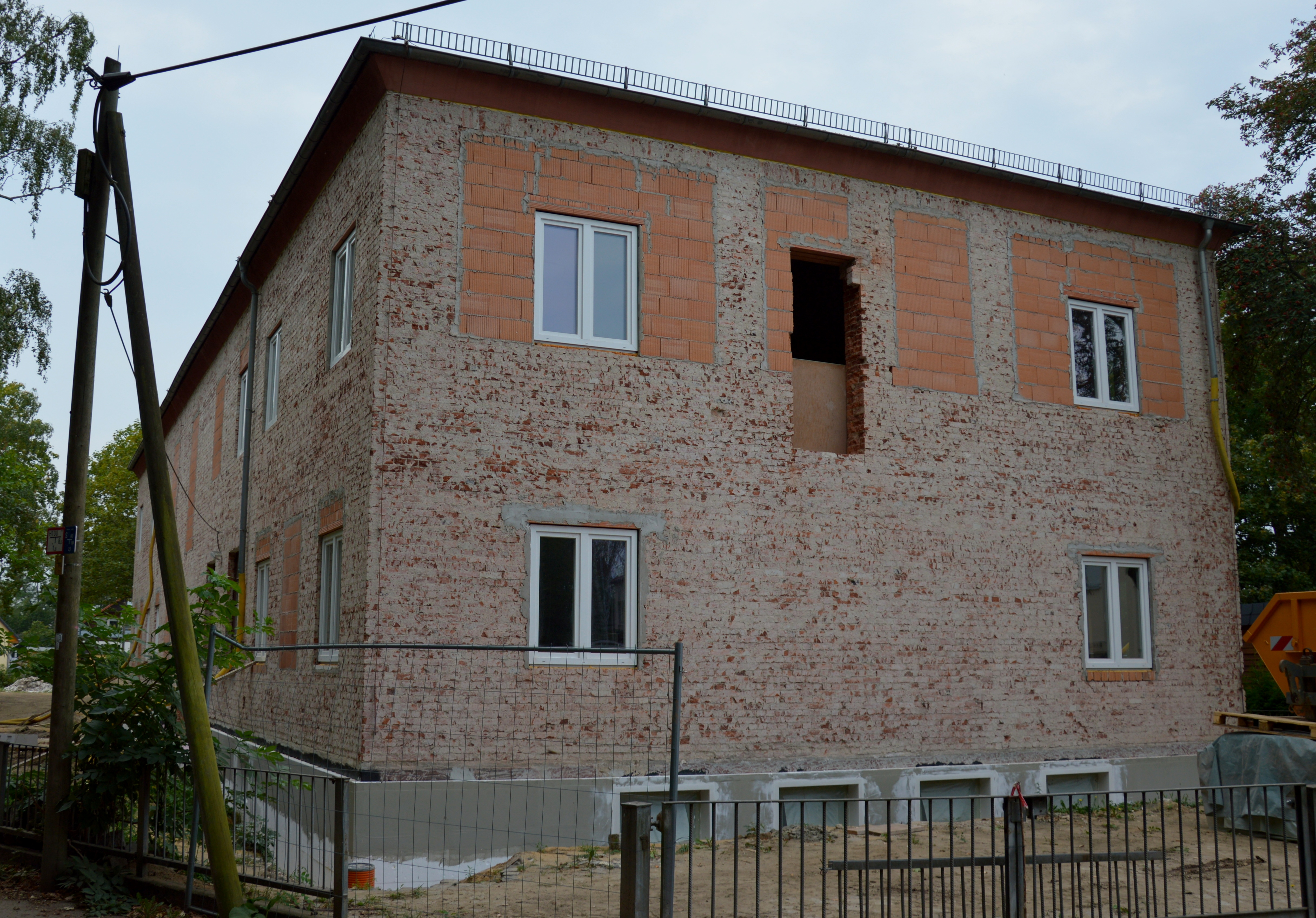
Ostseite

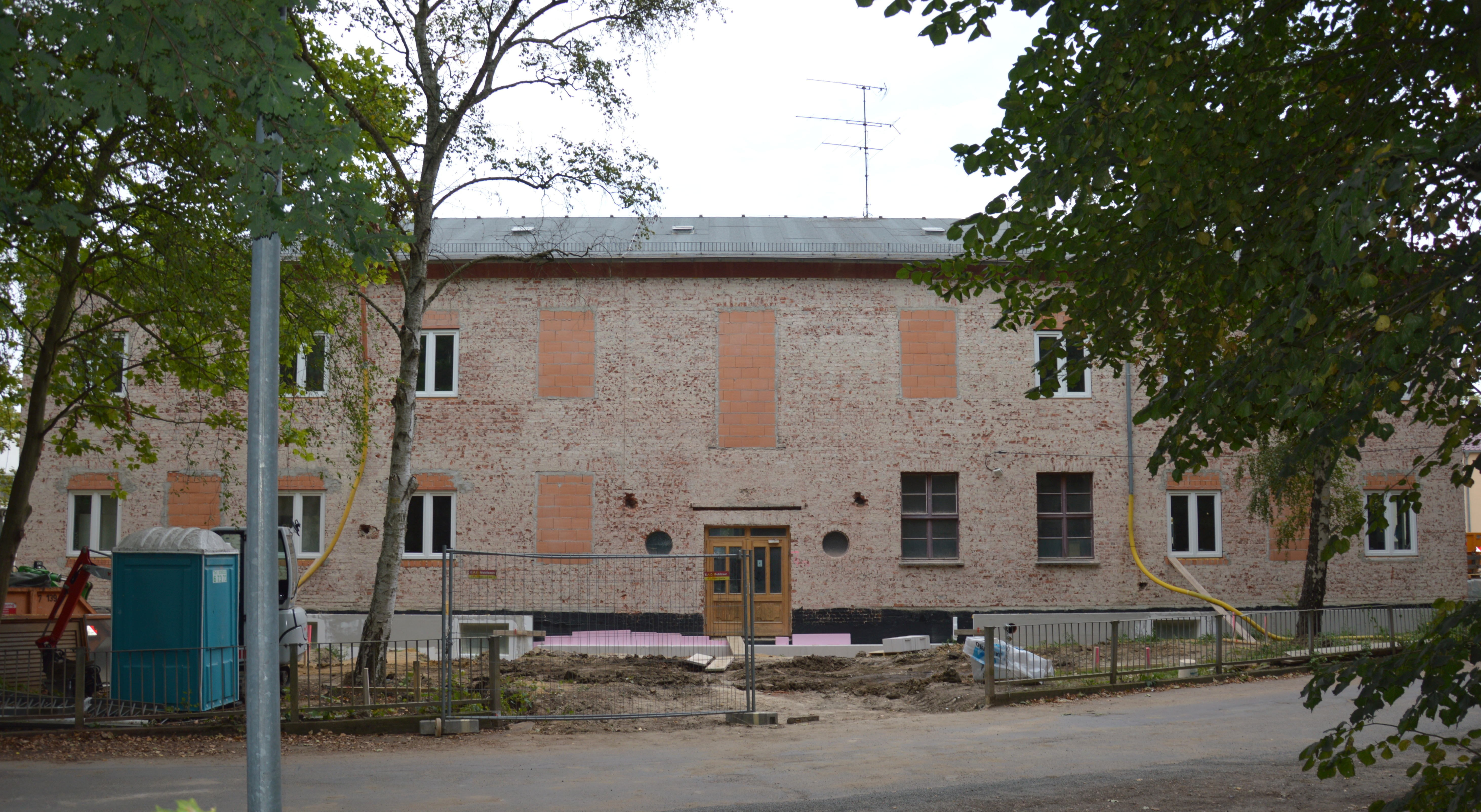
Südseite

Die Grundschule Friedensweiler war eine Grundschule in Magdeburg in Sachsen-Anhalt. Das Schulgebäude wurde zeitweise als Denkmal betrachtet.

## Lage
Es befindet sich im Stadtteil Berliner Chaussee im Ortsteil Friedensweiler an der Adresse Zur Muttereiche 2.

## Architektur und Geschichte
Das zweigeschossige verputzte Gebäude entstand in den 1930er Jahren als Teil des Fliegerhorsts am Militärflughafen Magdeburg-Nord und diente als Fliegerschule. Andere Angaben nennen als Funktion die eines Offizierskasinos. Nach dem Zweiten Weltkrieg erfolgte der Umbau zu einer öffentlichen Schule, die am 1. September 1949 eröffnet wurde. Es wurden zunächst 230 Kinder in sechs Klassen unterrichtet. An der Schule waren vier der ersten Neulehrer tätig. Die Schule wurde später als Polytechnische Oberschule (POS) betrieben und erhielt am 14. Dezember 1974 den Namen POS Ernst Grube.
Nach der politischen Wende des Jahres 1989 erfolgte die Umwandlung zur Grundschule Friedensweiler. Aufgrund zurückgehender Schülerzahlen wurde die Schule im Jahr 2002 geschlossen. Das Gebäude diente jedoch noch als Ausweichquartier für andere, in der Sanierung befindliche Schulen. Zuletzt nutzte die Grundschule Am Elbdamm das Gebäude als Ausweichquartier, zog jedoch im Februar 2010 wieder aus.
2016 erfolgte ein grundlegender Umbau des Schulgebäudes, wobei auch die Fassadenaufteilung verändert wurde.